# Telemetrie
Telemetria (din franceză télémétrie) este transmiterea valorilor măsurate  de la un senzor amplasat în punctul de măsurare către o locație separată spațial. La acest punct de recepție, valorile măsurate pot fi colectate și înregistrate sau evaluate imediat.

## Legături externe
- en International Foundation for Telemetering
- en IRIG 106 — Digital telemetry standard
- en The European Society of Telemetering